# Consolida cruciata
Consolida cruciata är en ranunkelväxtart som först beskrevs av Hossain och P. H. Davis, och fick sitt nu gällande namn av Peter Hadland Davis. Consolida cruciata ingår i släktet åkerriddarsporrar, och familjen ranunkelväxter. Inga underarter finns listade i Catalogue of Life.